# Ronald Ottenhoff

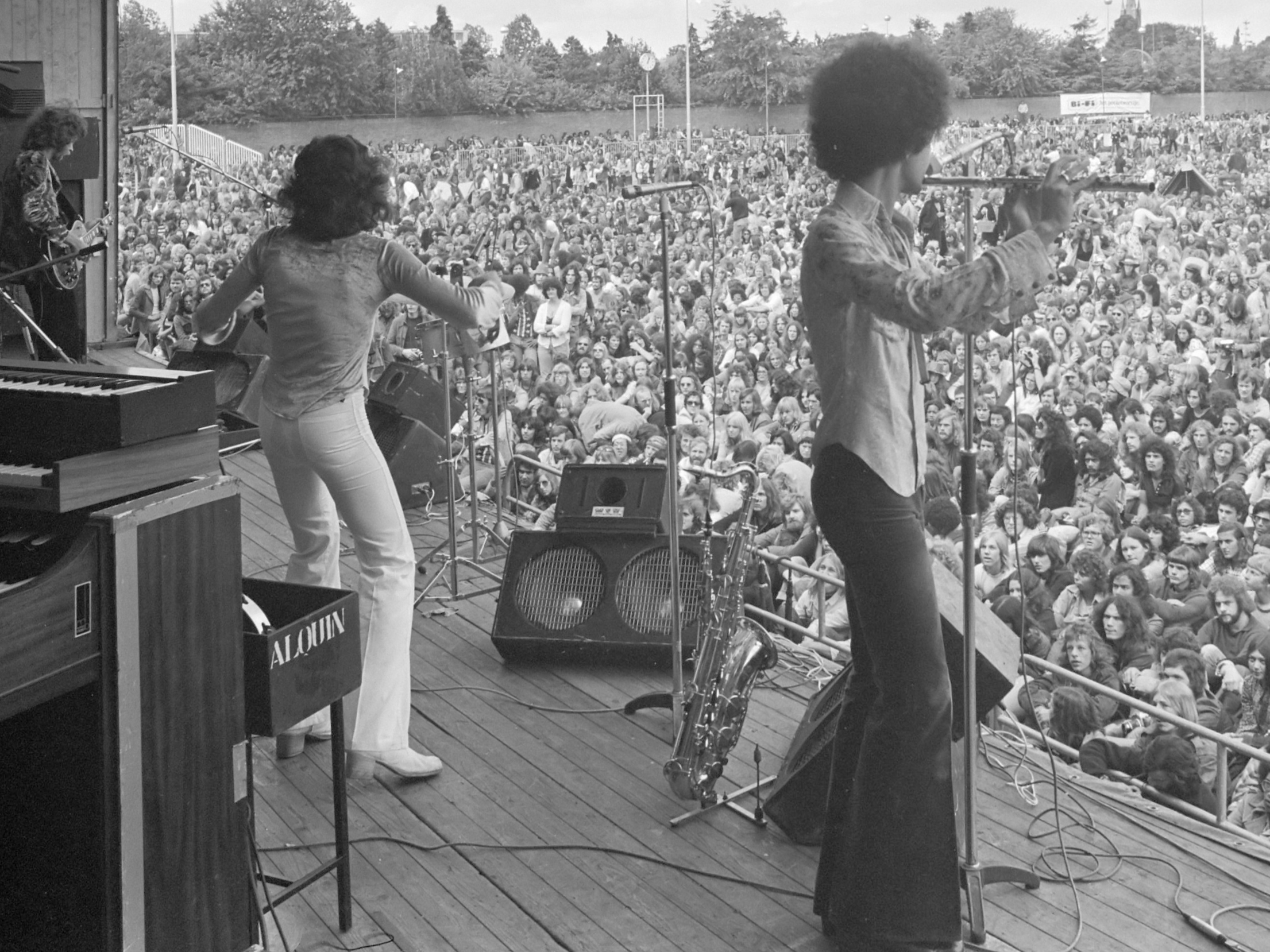
Ottenhoff met dwarsfluit in Alquin in 1974

Ronald Johannes Ottenhoff (Soerabaja, 26 december 1946) is een Nederlands houtblazer. Hij werd voornamelijk bekend via Alquin.
Ottenhoff groeide op in zowel Nederland als Nederlands-Indië met name Papoea-Nieuw-Guinea. Hij is zoon van ambtenaar Victor Nicolaas Ottenhoff en lerares Theodora (Doortje) van der Zande. In 1962 vestigde het gezin zich in Nederland. Zijn muziekopleiding verliep standaard, beginnen op de blokfluit. Bijzonder is wel dat hij toen al samen met Job Tarenskeen (latere zanger van Alquin) op les zat in Nieuw-Guinea. Na verloop van tijd kwam onder inspiratie van de elpees van Benny Goodman (grijsgedraaid) de klarinet. Tijdens een kort verblijf in Nederland kreeg hij er les op, maar het gezin vertrok weer en Ottenhoff moest het zelf uitzoeken. In zijn studententijd kwam er een nieuw muzikaal voorbeeld bij, Peter Schilperoort van de Dutch Swing College Band. In die tijd wilde hij een ruimere klank; hij begon met de tenorsaxofoon. Er kwam een studie aan de TU Delft en keerde zich voor voorbeelden naar John Coltrane, Cannonball Adderley en een jonge Clarence Clemons. Ottenhoff verbreedde zijn horizon met sopraansaxofoon en altsaxofoon. Nummers bij Alquin werden niet gericht op de saxofoon geschreven, maar bij sommige opnamen en meest bij optredens, kon hij zich uitleven.
Na Best Kept Secret zou de band naar de Verenigde Staten vertrekken voor een concertreis; die werd geannuleerd en Ottenhoff zat zonder vaste inkomsten. Hij maakte een studie elektrotechniek af (zijn vrouw leverde de inkomsten) en ging werken bij Van Berkel en later bij de PTT (telefooncentrales). Er speelden toen de reünieplaten Blue Planet en Sailors and Sinners. Rond 2011 ging hij met pensioen.